# Genesis (sonda kosmiczna)

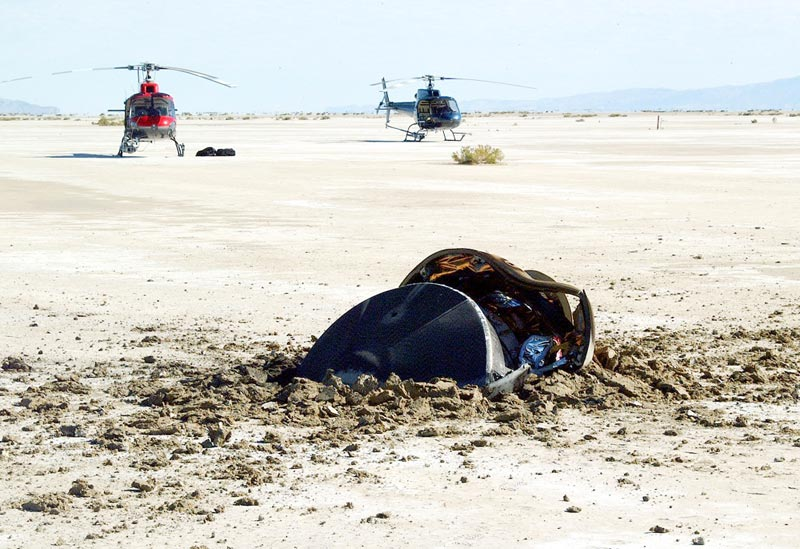
Roztrzaskana kapsuła na pustyni w Utah

Genesis (grec. Genesis, pol. Początek) – bezzałogowa sonda kosmiczna agencji NASA zbudowana w celu zebrania oraz dostarczenia na Ziemię próbek wiatru słonecznego. Należała do programu Discovery. Misja statku kosmicznego Genesis stała się pierwszą próbą przywiezienia materii z przestrzeni pozaziemskiej od czasu programu Łuna. Celem misji było zdobycie próbek materii, z której pierwotnie powstało Słońce oraz Układ Słoneczny. Kapsuła powrotna sondy rozbiła się o Ziemię 8 września 2004 podczas nieudanego lądowania (zawiodły spadochrony) na pustyni w Utah. Próbki zostały zanieczyszczone, lecz udało się ustalić ich pierwotny skład i osiągnąć cele naukowe.

## Cel misji
Wiatr słoneczny składa się z materii wyrzucanej przez potężne pola magnetyczne gwiazdy. Jego skład jest taki sam jak zewnętrznych warstw Słońca. Dokładne zbadanie chemicznego oraz izotopowego składu Słońca może pozwolić na lepsze poznanie obłoku protoplanetarnego, z którego powstał Układ Słoneczny. Zewnętrzne warstwy Słońca nie uległy przemianom jądrowym i są zbudowane z pierwotnej materii. Jeżeli astronomowie dowiedzą się jaki był materiał budujący Układ Słoneczny, to będą mogli poszukiwać podobnych obłoków w odległym kosmosie. Badanie początkowej materii może odpowiedzieć na wiele pytań o pochodzeniu Ziemi.

## Przebieg misji
8 sierpnia 2001 z Przylądka Canaveral wystrzelono rakietę, która wyniosła sondę Genesis w kosmos. Miejscem docelowym był punkt Lagrange'a L1, położony pomiędzy Ziemią i Słońcem. Od grudnia 2001 do 1 kwietnia 2004 sonda kosmiczna wystawiła na działanie wiatru słonecznego specjalne superczyste matryce. Materia wyrzucona przez Słońce osiadała na nich, dzięki czemu możliwe miało być przewiezienie jej do laboratoriów naukowych.
Sondę Genesis wyposażono w trzy niezależne zestawy matryc chwytających. W zależności od rodzaju słonecznej pogody starano się zbierać różne rodzaje wyrzucanych cząstek. Matryce zostały wykonane z krzemu, złota, szafiru oraz diamentu.
Po zakończeniu wyłapywania cząstek wiatru sonda Genesis zamknęła wszystkie matryce w szczelnym pojemniku. Zgodnie z planem misji sonda kosmiczna otrzymała polecenie powrotu na Ziemię, co potrwało 5 miesięcy. 8 września 2004 około 12:00 UTC od sondy Genesis oddzieliła się kapsuła powrotna i weszła w atmosferę ziemską o 15:52:47 UTC. Sama sonda została odesłana w stronę punktu Lagrange'a L1.
Projektanci misji wyposażyli kapsułę w osłony termiczne oraz spadochrony potrzebne do bezpiecznego lądowania na Ziemi. Jednak bardzo delikatne matryce z uwięzionym w nich wiatrem słonecznym mogłyby ulec zniszczeniu podczas twardego lądowania na powierzchni gruntu. Amerykański wywiad w latach 60. XX wieku posługiwał się satelitami szpiegowskimi (Program CORONA) powracającymi na Ziemię razem ze zrobionymi zdjęciami. Negatywy mogły się zniszczyć podobnie jak próbki wiatru słonecznego. Opracowano wtedy metodę przechwytywania kapsuły powrotnej podczas lotu. Kapsuła była łapana w locie przez samoloty posiadające odpowiednie haki. Umożliwiało to łagodne sprowadzenie kapsuły na Ziemię.
Podobną technikę postanowili wykorzystać projektanci sondy Genesis. Zaplanowali lądowanie kapsuły na 8 września 2004 nad bazą treningową US Air Force w stanie Utah. Zgodnie z planem na wysokości 30 km kapsuła miała otworzyć pierwszy spadochron, a na wysokości 2,5 km kolejny, aby maksymalnie spowolnić lot pojazdu. Śmigłowiec pilotowany przez kaskadera miał schwycić kapsułę i dostarczyć ją do Centrum Lotów Kosmicznych imienia Lyndona B. Johnsona.
Podczas wejścia do atmosfery nie otworzył się żaden ze spadochronów. Inżynierowie nieprawidłowo umieścili jeden z czujników akcelerometru próbnika. Kapsuła wyhamowała w atmosferze do prędkości 311 km/h i uderzyła w ziemię tworząc niewielki krater. Matryce zostały uszkodzone w różnym stopniu, a pojemnik, w którym się znajdowały, pękł, co doprowadziło to do zanieczyszczenia próbek. Znacznie utrudniło to ustalenie ich pierwotnego składu, lecz okazało się ono wciąż możliwe. Udało się w szczególności ustalić proporcje izotopów argonu i tlenu w wietrze słonecznym.
Koszt budowy statku i jego wyposażenia wyniósł 164 miliony dolarów, natomiast koszty obsługi misji i analiza danych naukowych 45 milionów.